# Phillip Muller
Ne doit pas être confondu avec Philippe Muller ou Philipp Müller.
Pour les articles homonymes, voir Müller.
Philip Muller est un homme politique marshallais.

## Biographie
Il est ministre de la Santé.